# Saint-Urbain-Maconcourt
Saint-Urbain-Maconcourt est une commune française située dans le département de la Haute-Marne, en région Grand Est.

## Géographie

### Localisation
Cette petite commune rurale se trouve en Haute-Marne, à une dizaine de kilomètres de Joinville.

### Hydrographie
La commune est dans la région hydrographique « la Seine de sa source au confluent de l'Oise (exclu) » au sein du bassin Seine-Normandie. Elle est drainée par le canal de la Marne a la Saone, la Marne, le Rognon, la Rissancelle, divers bras de la Marne, le canal 01 des Cités, le cours d'eau 01 de Grand Pré, le cours d'eau 01 de la commune de Saint-Urbain-Maconcourt, le cours d'eau 01 de la Fourtelle, le cours d'eau 01 de Tremblot, le Fossé 01 de la Carelle, le Fossé 01 de la Chantrerie, la Marne, le Rognon, la Ranzière, la rigole de Prise d'Eau du Rognon et divers autres petits cours d'eau,.
Le canal de la Marne à la Saône est un canal à bief de partage au gabarit Freycinet, d'une longueur de 160 km reliant les vallées de la Marne et de la Saône, géré par les Voies navigables de France.
La Marne  prend sa source sur le plateau de Langres, dans la commune de Saints-Geosmes (Haute-Marne) et se jette dans la Seine entre Charenton-le-Pont et Alfortville (Val-de-Marne) dans le quartier de Conflans-l'Archevêque. Les caractéristiques hydrologiques de la Marne sont données par la station hydrologique située sur la commune. Le débit moyen mensuel est de 25 m3/s. Le débit moyen journalier maximum est de 289 m3/s, atteint lors de la crue du 23 janvier 2018. Le débit instantané maximal est quant à lui de 300 m3/s, atteint le même jour.
Le Rognon, d'une longueur de 73 km, prend sa source dans la commune de Is-en-Bassigny et se jette  dans le canal de la Marne à la Saône à Mussey-sur-Marne, après avoir traversé 17 communes.

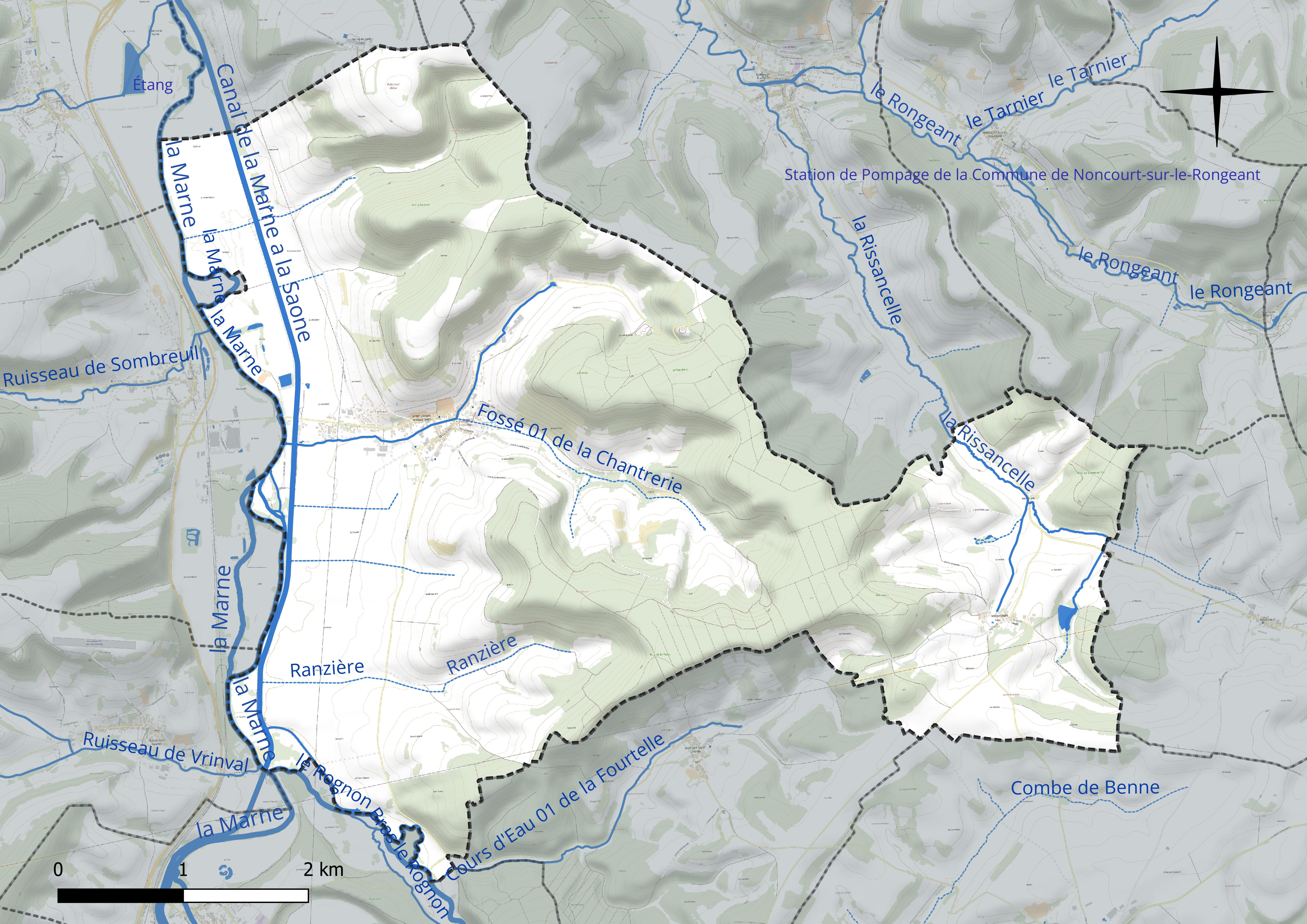
Réseau hydrographique de Saint-Urbain-Maconcourt.

### Climat
Pour des articles plus généraux, voir Climat du Grand Est et Climat de la Haute-Marne.
En 2010, le climat de la commune est de type climat de montagne, selon une étude du Centre national de la recherche scientifique s'appuyant sur une série de données couvrant la période 1971-2000. En 2020, Météo-France publie une typologie des climats de la France métropolitaine dans laquelle la commune est exposée à un climat océanique altéré et est dans la région climatique Lorraine, plateau de Langres, Morvan, caractérisée par un hiver rude (1,5 °C), des vents modérés et des brouillards fréquents en automne et hiver.
Pour la période 1971-2000, la température annuelle moyenne est de 9,9 °C, avec une amplitude thermique annuelle de 16,2 °C. Le cumul annuel moyen de précipitations est de 1 027 mm, avec 13,5 jours de précipitations en janvier et 9,7 jours en juillet. Pour la période 1991-2020, la température moyenne annuelle observée sur la station météorologique de Météo-France la plus proche, « Blécourt », sur la commune de Blécourt à 8 km à vol d'oiseau, est de 10,8 °C et le cumul annuel moyen de précipitations est de 879,6 mm. 
La température maximale relevée sur cette station est de 40,2 °C, atteinte le 25 juillet 2019 ; la température minimale est de −18 °C, atteinte le 20 décembre 2009,,.
Les paramètres climatiques de la commune ont été estimés pour le milieu du siècle (2041-2070) selon différents scénarios d'émission de gaz à effet de serre à partir des nouvelles projections climatiques de référence DRIAS-2020. Ils sont consultables sur un site dédié publié par Météo-France en novembre 2022.

## Urbanisme

### Typologie
Au 1er janvier 2024, Saint-Urbain-Maconcourt est catégorisée commune rurale à habitat dispersé, selon la nouvelle grille communale de densité à sept niveaux définie par l'Insee en 2022.
Elle est située hors unité urbaine. Par ailleurs la commune fait partie de l'aire d'attraction de Joinville, dont elle est une commune de la couronne,. Cette aire, qui regroupe 31 communes, est catégorisée dans les aires de moins de 50 000 habitants,.

### Occupation des sols
L'occupation des sols de la commune, telle qu'elle ressort de la base de données européenne d’occupation biophysique des sols Corine Land Cover (CLC), est marquée par l'importance des territoires agricoles (59,8 % en 2018), une proportion sensiblement équivalente à celle de 1990 (59,6 %). La répartition détaillée en 2018 est la suivante : 
terres arables (39,2 %), forêts (38,2 %), prairies (20,5 %), zones urbanisées (2 %). L'évolution de l’occupation des sols de la commune et de ses infrastructures peut être observée sur les différentes représentations cartographiques du territoire : la carte de Cassini (XVIIIe siècle), la carte d'état-major (1820-1866) et les cartes ou photos aériennes de l'IGN pour la période actuelle (1950 à aujourd'hui).

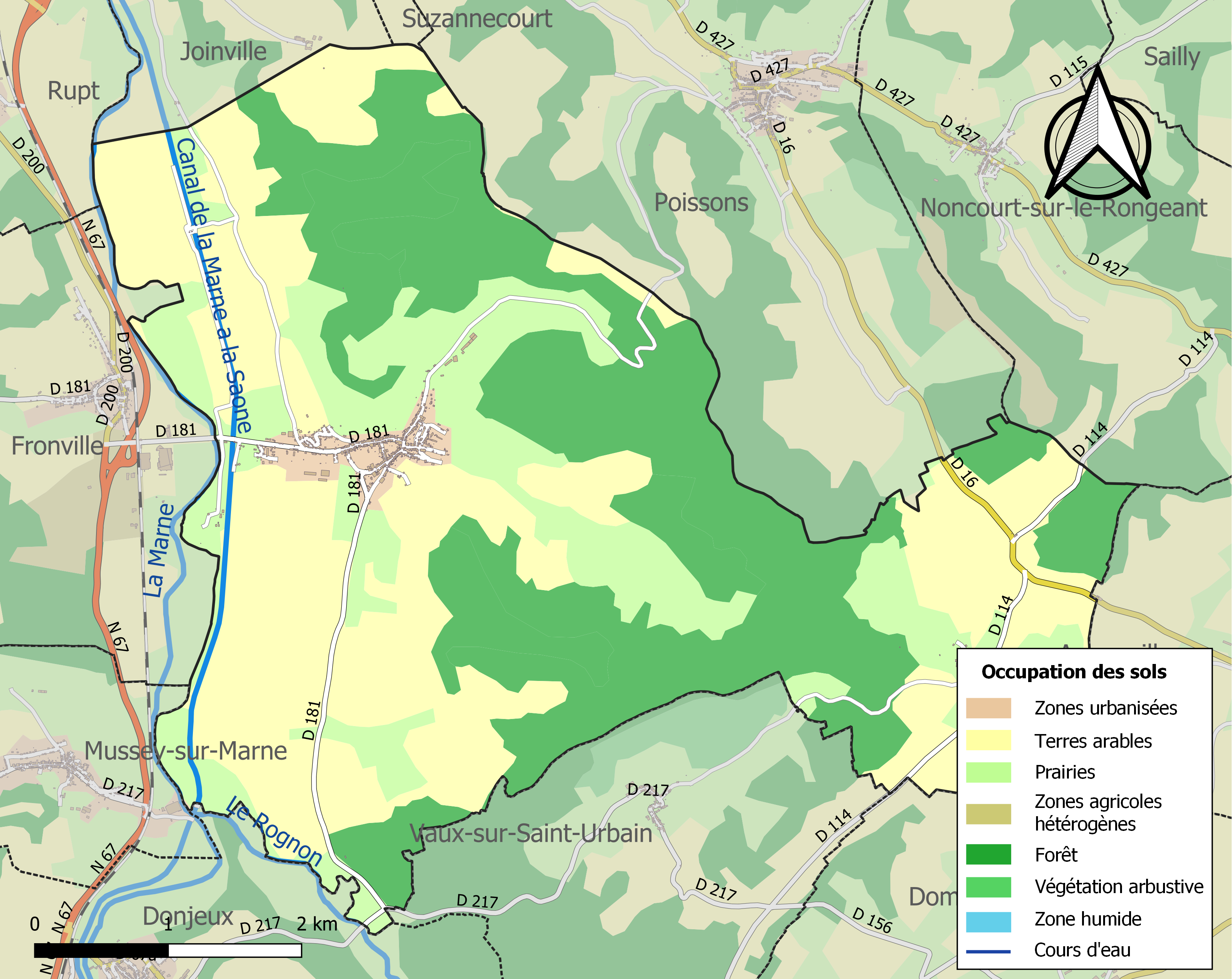
Carte des infrastructures et de l'occupation des sols de la commune en 2018 (CLC).

## Histoire
La puissante abbaye de Saint-Urbain avait une relative autonomie du Comté de Champagne.
Du point de vue spirituel, l'abbaye et ses territoires au Sud dépendaient du Diocèse de Toul.
Au Nord se situait la principauté de Joinville.
Le 1er décembre 1972, la commune de Saint-Urbain-sur-Marne devient Saint-Urbain-Maconcourt à la suite de sa fusion-association avec celle de Maconcourt.

## Politique et administration

### Liste des maires
| Période                                  | Période  | Identité        | Étiquette | Qualité |
| ---------------------------------------- | -------- | --------------- | --------- | ------- |
| Les données manquantes sont à compléter. |          |                 |           |         |
| mars 2001                                | En cours | M. Claude Royer | DVD       |         |

## Population et société

### Démographie
L'évolution du nombre d'habitants est connue à travers les recensements de la population effectués dans la commune depuis 1793. Pour les communes de moins de 10 000 habitants, une enquête de recensement portant sur toute la population est réalisée tous les cinq ans, les populations de référence des années intermédiaires étant quant à elles estimées par interpolation ou extrapolation. Pour la commune, le premier recensement exhaustif entrant dans le cadre du nouveau dispositif a été réalisé en 2006.

En 2022, la commune comptait 605 habitants, en évolution de −6,78 % par rapport à 2016 (Haute-Marne : −4,62 %, France hors Mayotte : +2,11 %).
| 1793 | 1800 | 1806 | 1821 | 1831 | 1836 | 1841 | 1846 | 1851 |
| ---- | ---- | ---- | ---- | ---- | ---- | ---- | ---- | ---- |
| 889  | 917  | 920  | 880  | 946  | 868  | 917  | 931  | 943  |

| 1856 | 1861 | 1866 | 1872 | 1876  | 1881 | 1886 | 1891 | 1896 |
| ---- | ---- | ---- | ---- | ----- | ---- | ---- | ---- | ---- |
| 868  | 877  | 869  | 982  | 1 048 | 844  | 820  | 798  | 753  |

| 1901 | 1906 | 1911 | 1921 | 1926 | 1931 | 1936 | 1946 | 1954 |
| ---- | ---- | ---- | ---- | ---- | ---- | ---- | ---- | ---- |
| 670  | 557  | 485  | 403  | 425  | 438  | 451  | 417  | 566  |

| 1962 | 1968 | 1975 | 1982 | 1990 | 1999 | 2006 | 2011 | 2016 |
| ---- | ---- | ---- | ---- | ---- | ---- | ---- | ---- | ---- |
| 631  | 698  | 754  | 727  | 707  | 659  | 644  | 647  | 649  |

| 2021 | 2022 | - | - | - | - | - | - | - |
| ---- | ---- | - | - | - | - | - | - | - |
| 616  | 605  | - | - | - | - | - | - | - |

## Culture locale et patrimoine

### Lieux et monuments
- Vestiges (MH) de l'abbaye Saint-Urbain, fondée au IXe siècle. La porterie et une partie des bâtiments abbatiaux sont conservées et protégées au titre des monuments historique depuis 1947.
- Église Saint-Urbain de Saint-Urbain.

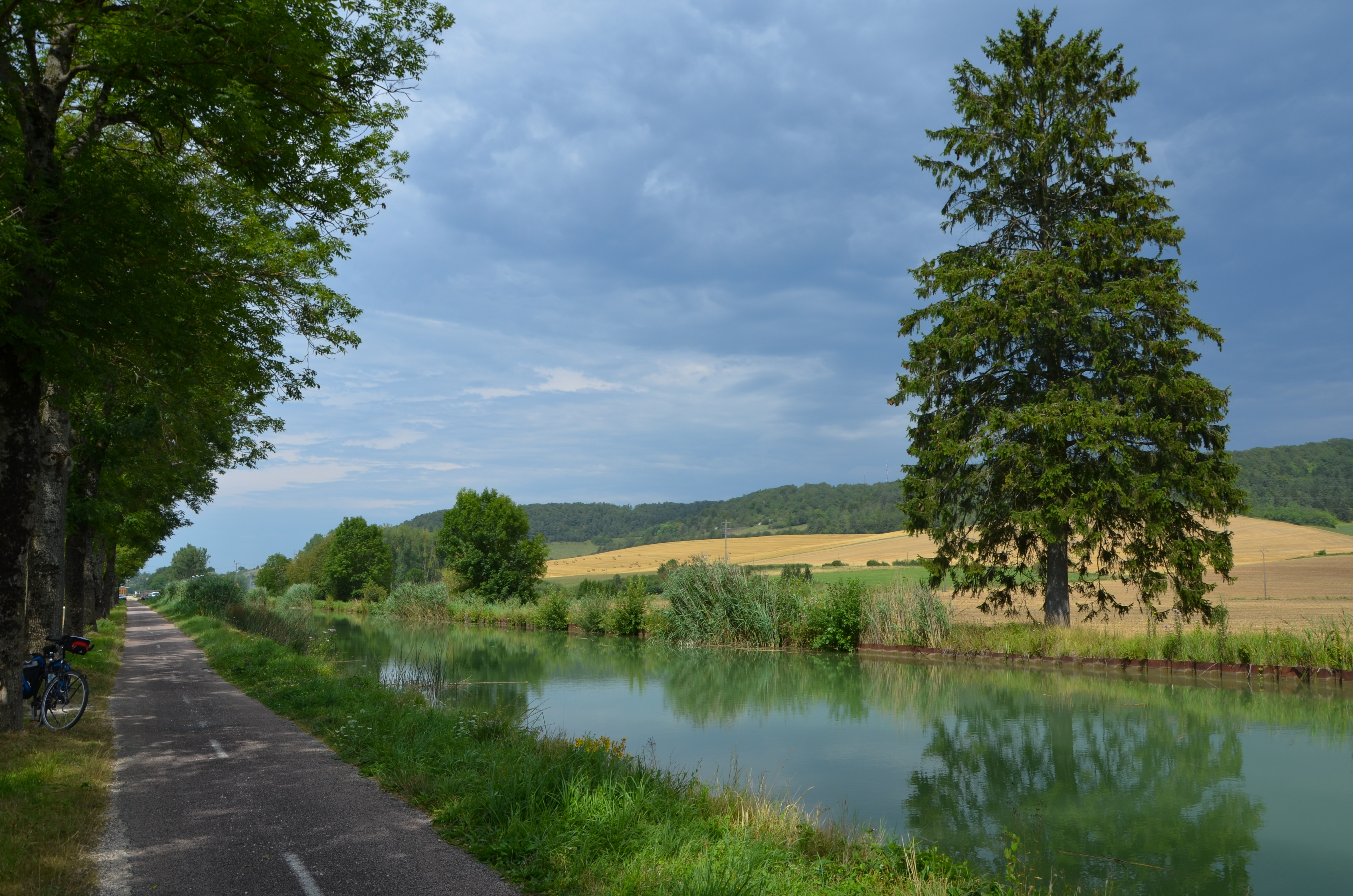
Le canal de la Marne à la Saône.

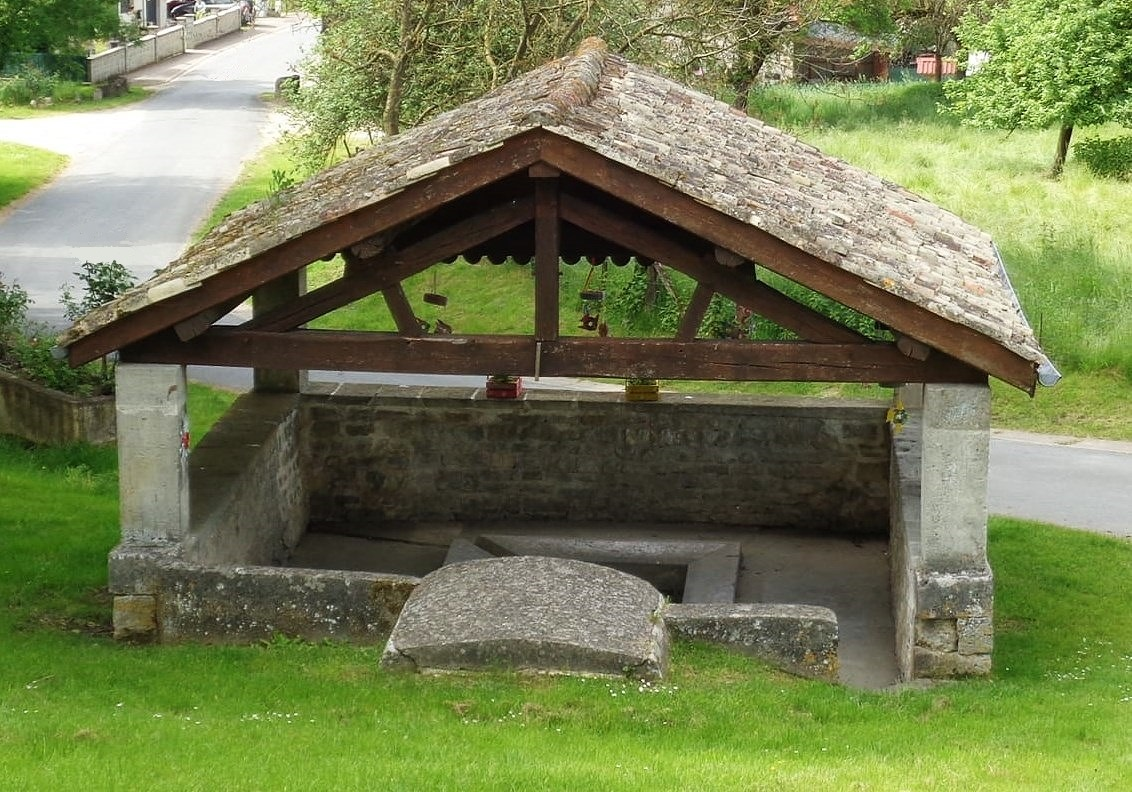
Le lavoir Saint-Urbain

- Église Saint-Léger de Maconcourt.
- Canal de la Marne à la Saône.
- Le lavoir St-Urbain

### Personnalités liées à la commune
- Nicolas Furgault (1705-1794), helléniste, professeur au collège Mazarin à Paris, né à Saint-Urbain.

### Héraldique
| Armes de Saint-Urbain-Maconcourt | Les armes de Saint-Urbain-Maconcourt se blasonnent ainsi : de gueules au tau d'argent, accompagné de trois fleurs de lys du même mal ordonnées. |